# 에이프릴 오닐

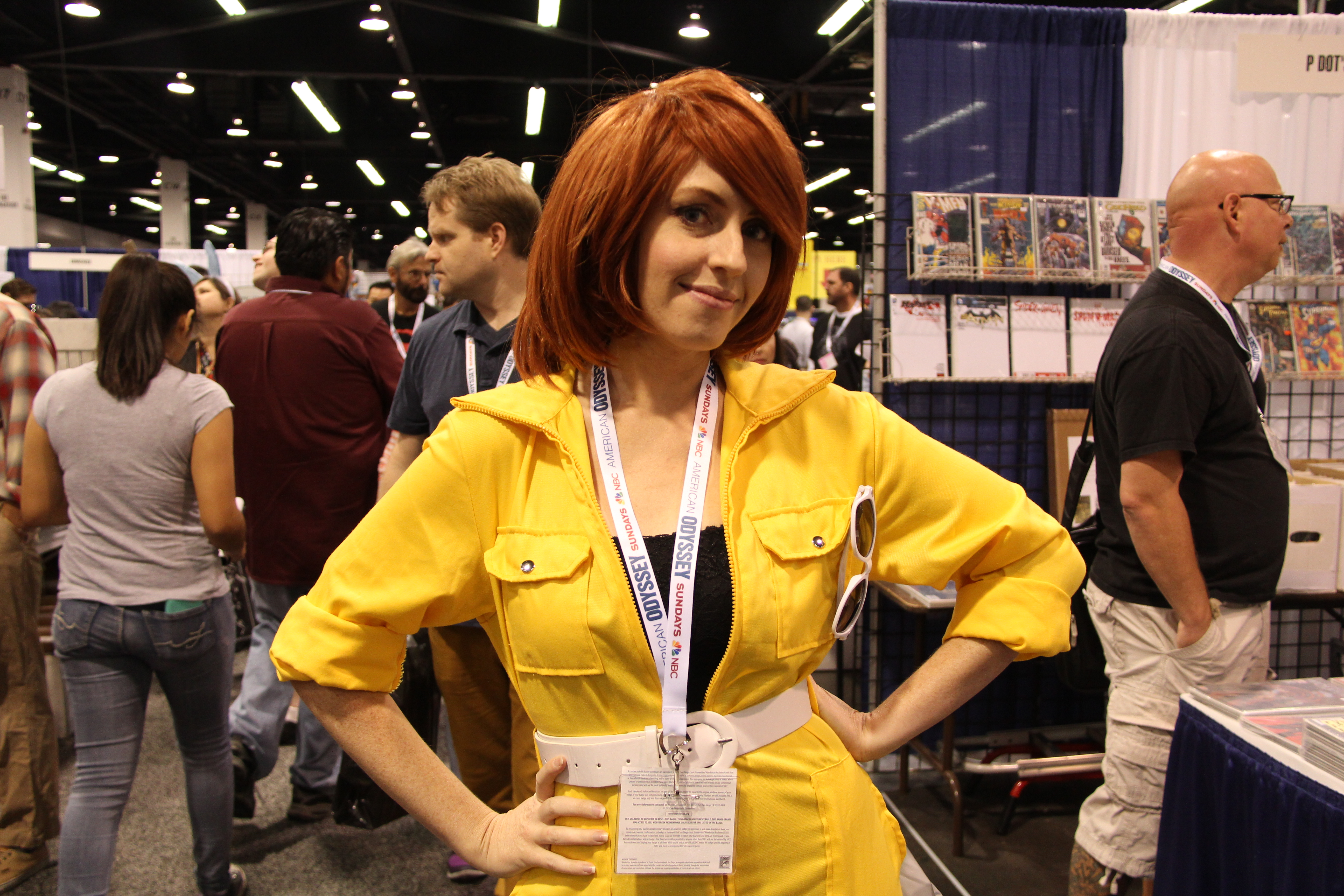

에이프릴 오닐(April O'Neil)은 닌자 거북이에 나오는 사람 캐릭터이다. 1987년 시리즈에서는 채널 6의 여기자로서 특종을 전문적으로 잡아내지만, 2003년 시리즈에서는 골동품 잡화점을 운영하는 것으로 나온다. 앞 시리즈에서는 성인으로 나오나, 2012년 시리즈에서는 10대 후반으로 등장을 하여 거북이들과 함께 무술을 연마한다는 설정을 도입할 예정이다.

## 담당 배우
- 닌자 거북이(1990) - 주디스 호그
  - 어메이징 닌자(1991) - 페이지 터코
  - 어메이징 뮤턴트(1993 - 페이지 터코
- 닌자터틀(2014) - 메건 폭스
  - 닌자터틀: 어둠의 히어로(2016) - 메건 폭스

## 담당 성우

### TV 애니메이션
- 거북이 특공대(1987) - 러네이 제이컵스
- 거북이 특공대 Z(2003) - 베로니카 테일러
- 돌연변이 특공대 닌자 거북이(2012) - 메이 휘트먼
- 닌자거북이 에볼루션(2018) - 캣 그레이엄

### 장편 애니메이션
- 닌자 거북이 TMNT(2007) - 세라 미셸 겔러

### 비디오 게임
- 닌자터틀(2014) - 줄리 네이선슨